# Eubranchus exiguus
Eubranchus exiguus är en snäckart som först beskrevs av Joshua Alder och Hancock 1848.  Eubranchus exiguus ingår i släktet Eubranchus och familjen Eubranchidae. Arten är reproducerande i Sverige. Inga underarter finns listade i Catalogue of Life.